# Missioneres Filles del Cor de Maria
Les Missioneres Filles del Cor de Maria són una congregació religiosa de germanes, institut de perfecció femení fundat per Maria Güell i Puig en 1899, dedicada a l'assistència als malalts i els necessitats i l'educació dels joves.

## Història
Maria Güell havia ingressat en 1872 com a germana a la congregació de Germanes de la Caritat de l'Hospital de Cervera, que des del 1805 s'encarregava de la gestió de l'hospital de Cervera, fundat al segle xv. En aquell moment, estava formada per cinc germanes que atenien els malalts, especialment els pobres, a l'hospital i la presó. La congregació, autònoma, havia adoptat la regla i el carisma de les Filles de la Caritat de Sant Vicenç de Paül i depenia directament del bisbe de Solsona. Güell va veure la necessitat d'ampliar les possibilitats d'actuació de les germanes, incloent la visita als malalts a domicili, expressament prohibida pels estatuts de la congregació, a més d'exercir altres obres de caritat, com l'atenció als pobres, l'apostolat o l'educació.

### Fundació
En 1897, va demanar permís a la junta i al bisbe, que consideraren que això implicava augmentar el nombre de religioses i redactar un reglament per a la vetlla domiciliària, que va ésser encarregat al claretià Francesc Naval. El 7 de març de 1898 l'hospital va acordar que les germanes fessin l'assistència a domicili i el 14 de maig, el bisbe acceptà amb la condició que ho fessin les germanes que hi ingressessin de nou i acceptessin unes noves regles. Aquestes noves constitucions van ésser redactades per Maria Güell i Francesc Naval, i foren aprovades pel bisbe el 14 de setembre de 1899, data que marca la fundació del nou institut, encara amb el mateix nom que la congregació mare. Les cofundadores, com a primeres germanes, van ésser, amb Maria Güell: Dolors Llagostera, Josepa Dalmau, Carme Roig i Lluïsa Marcè.

### Expansió
El nombre de germanes s'anà incrementant i en 1907 obriren una nova casa a Balaguer; la nova situació comportà un canvi a les constitucions. El 1909 l'institut, ja diferenciat, prengué el nom de Pío Instituto de la Caridad del Inmaculado Corazón de María, nom que evoca l'espititualitat claretiana, i modificant-ne l'hàbit i adoptant l'escapulari i l'emblema del Cor de Maria. El 1911 renova les constitucions, que inclouen ara l'exercici de la caritat amb els malalts i l'educació dels nens; són aprovades el 24 d'abril d'aquell any pel nou bisbe Lluís d'Amigó i Ferrer. Les constitucions tornaren a revisar-se en 1920 i, novament, per a adaptar-les al Concili Vaticà II. La Santa Seu reconegué l'institut com a congregación de dret pontifici el 29 de desembre de 1966, amb Pau VI, donant-li l'actual nom de Missioneres Filles del Cor de Maria. Finalment, el 21 de novembre de 1983, la Santa Seu n'aprovà les darreres constitucions.
La congregació es va anar estenent de mica en mica: Balaguer (1907), noviciat de Cervera (1908), Tremp (1912), Agramunt (1915), la Pobla de Segur (1918), Solsona (1921). Després s'estengué fora de Catalunya: Tolosa (País Basc, 1940-1972), Barbastre (1946-1959) a Conca, Madrid. Entre 1957 i 1973 funcionà una clínica a Dax (França) i després a Baiona, Roma (1968), a Portugal i Itàlia i, des de 1952, per Amèrica: Rio de Janeiro (1952), Belo Horizonte (1967), Abancay (Perú, 1996) i altres llocs del Brasil.

## Actualitat i difusió
La missió de les Filles del Cor de Maria és l'exercici de la caritat, especialment l'assistència a malalts i gent gran, en hospitals i a domicili, i l'educació de nens i joves. A més, fan apostolat catequètic i ajut a les parròquies.
Avui té cases a diversos llocs d'Espanya, Itàlia, Portugal, Perú i el Brasil, amb unes 300 germanes.